# 南宁魁星楼
南宁魁星楼，位于中国广西壮族自治区南宁市江南区江西镇杨美村希望小学校内，为一个省级文物保护单位，类型为古建筑，为第六批广西壮族自治区文物保护单位，公布时间为2009年5月4日。
南宁魁星楼的历史年代为清。